# Stężyca Łęczyńska
Stężyca Łęczyńska (prononciation : [stɛ̃ˈʐɨt͡sa wɛnˈt͡ʂɨɲska]) - (en Ukrainien: Стужиця Лучинська, Stuzhytsia Luchyns’ka) est un village polonais de la gmina de Krasnystaw dans le powiat de Krasnystaw de la voïvodie de Lublin dans l'est de la Pologne.

## Histoire
De 1975 à 1998, le village est attaché administrativement à la Voïvodie de Chełm.

Depuis 1999, il fait partie de la nouvelle voïvodie de Lublin.